# Gourdon (Saône-et-Loire)
Gourdon település Franciaországban, Saône-et-Loire megyében. Lakosainak száma 891 fő (2022. január 1.). Gourdon Blanzy, Marigny, Mary, Mont-Saint-Vincent, Le Rousset-Marizy, Saint-Romain-sous-Gourdon és Saint-Vallier községekkel határos.

## Népesség
A település népességének változása:
| Lakosok száma | 899  | 921  | 940  | 904  | 895  | 899  | 897  | 890  | 891  |
|               | 2013 | 2015 | 2016 | 2017 | 2018 | 2019 | 2020 | 2021 | 2022 |